# Megalometopon immisericorde
Megalometopon immisericorde là một loài ruồi trong họ Asilidae. Megalometopon immisericorde được Artigas miêu tả năm 1970. Loài này phân bố ở vùng Tân nhiệt đới.